# 브래드 래펀스퍼거
브래드 래펀스퍼거(영어: Brad Raffensperger, 1955년 5월 18일 ~ )는 미국 공화당 소속의 정치인이다. 2017년부터 조지아주의 주무장관을 역임하고 있다. 웨스턴온타리오 대학교에서 토목공학을 전공하고 조지아 주립 대학교에서 경영학 석사를 취득했다.
2020년 미국 대통령 선거 당시 도널드 트럼프 대통령이 조지아주 대선 결과에 불복하며 래펀스퍼거 장관에게 압력을 가하며 한 시간 가까이 전화 통화를 했고, 장관은 '당신이 가진 데이터는 잘못되었다'고 반박하였다. 래펀스퍼거 장관은 대선 당시 여러 번 살해 협박을 당한 바 있다.

## 역대 선거 결과
| 선거명            | 직책명                       | 대수  | 정당   | 1차 득표율 | 1차 득표수  | 2차 득표율 | 2차 득표수 | 결과 | 당락                   |
| ----------------- | ---------------------------- | ----- | ------ | ---------- | ----------- | ---------- | ---------- | ---- | ---------------------- |
| 2011년 선거       | 시의원 (존스크릭 제2선거구)  | -대   | 무소속 | 42.88%     | 3,058표     | 54.00%     | 1,660표    | 1위  | 존스크릭 시의원 당선   |
| 2015년 재보궐선거 | 하원의원 (조지아 제50선거구) | 153대 | 공화당 | 41.90%     | 1,026표     | 52.76%     | 1,509표    | 1위  | 조지아 주의원 당선     |
| 2016년 선거       | 하원의원 (조지아 제50선거구) | 154대 | 공화당 | 100.00%    | 17,802표    |            |            | 1위  | 조지아 주의원 당선     |
| 2018년 선거       | 조지아 주무장관              | 29대  | 공화당 | 49.09%     | 1,906,588표 | 51.89%     | 764,855표  | 1위  | 조지아주 주무장관 당선 |
| 2022년 선거       | 조지아 주무장관              | 29대  | 공화당 | 53.23%     | 2,081,241표 |            |            | 1위  | 조지아주 주무장관 당선 |